# Eldorado Country Club
De Eldorado Country Club is een countryclub in de Verenigde Staten. Het club werd opgericht in 1959 en bevindt zich in Indian Wells, Californië. 
Het club beschikt over een 18-holes golfbaan met een par van 72 en werd ontworpen door de golfbaanarchitect Lawrence Hughes. Naast een golfbaan, biedt de club ook een openluchtzwembad, meerdere tennisbanen en een fitnesscentrum aan.

## Golftoernooien
Voor de heren is de lengte van de golfbaan 6088 m met een par van 72. De course rating is 72,0 en de slope rating is 130.
- Bob Hope Classic: 1964-1968, 1970, 1972, 1974, 1976, 1978, 1980, 1982, 1984, 1986, 1987 & 1989